# Municipio de Velva
El municipio de Velva (en inglés: Velva Township) es un municipio ubicado en el condado de McHenry en el estado estadounidense de Dakota del Norte. En el año 2010 tenía una población de 182 habitantes y una densidad poblacional de 2 personas por km².

## Geografía
El municipio de Velva se encuentra ubicado en las coordenadas 48°4′23″N 100°57′4″O / 48.07306, -100.95111. Según la Oficina del Censo de los Estados Unidos, el municipio tiene una superficie total de 90.97 km², de la cual 90,71 km² corresponden a tierra firme y (0,28 %) 0,26 km² es agua.

## Demografía
Según el censo de 2010, había 182 personas residiendo en el municipio de Velva. La densidad de población era de 2 hab./km². De los 182 habitantes, el municipio de Velva estaba compuesto por el 98,35 % blancos y el 1,65 % eran de una mezcla de razas. Del total de la población el 0,55 % eran hispanos o latinos de cualquier raza.